# GT Tour 2014
La saison 2014 du format GT Tour se déroule du 26 avril au 26 octobre 2014.

## Calendrier

### Championnats
| Icône   | Championnat                   |
| ------- | ----------------------------- |
| FFSA GT | Championnat de France FFSA GT |
| F4      | Championnat de France F4      |
| PCC     | Porsche Carrera Cup France    |
| RCZ     | Peugeot RCZ Racing Cup        |
| 2L      | Mitjet 2L                     |
| STT     | Supertourisme by Mitjet       |

### Événements
| Manche                | Date                      | Événement                     | Circuit                       | Lieu                     | Pays                         | Championnats              |
| --------------------- | ------------------------- | ----------------------------- | ----------------------------- | ------------------------ | ---------------------------- | ------------------------- |
| 1                     | 26-27 avril               | GT Tour Le Mans               | Circuit Bugatti               | Le Mans                  | Pays de la Loire, France     | FFSA GT F4 PCC RCZ 2L STT |
| 2                     | 31 mai-1er juin           | GT Tour Lédenon               | Circuit de Lédenon            | Lédenon                  | Languedoc-Roussillon, France | FFSA GT PCC RCZ 2L STT    |
| 3                     | 5-6 juillet               | GT Tour Val-de-Vienne         | Circuit du Val de Vienne      | Le Vigeant               | Poitou-Charentes, France     | FFSA GT F4 RCZ 2L STT     |
| 4                     | 6-7 septembre             | GT Tour Magny-Cours           | Circuit de Nevers Magny-Cours | Magny-Cours              | Bourgogne, France            | FFSA GT F4 PCC RCZ 2L STT |
| 5                     | 27-28 septembre           | GT Tour Grand Prix de Nogaro  | Circuit Paul Armagnac         | Nogaro                   | Midi-Pyrénées, France        | FFSA GT F4 PCC RCZ        |
| 6                     | 25-26 octobre             | Finale GT Tour Paul-Ricard    | Circuit Paul Ricard           | Le Castellet             | Provence, France             | FFSA GT F4 PCC RCZ 2L STT |
| Épreuves hors-GT Tour |                           |                               |                               |                          |                              |                           |
|                       | 20-21 avril               | BSS Coupes de Pâques          | Circuit Paul Armagnac         | Nogaro                   | Midi-Pyrénées, France        | 2L STT                    |
| 10-11 mai             | FIA F3 Grand Prix de Pau  | Circuit de Pau-Ville          | Pau                           | Aquitaine, France        | F4 2L STT                    |                           |
| 17-18 mai             | ELMS 4H Imola             | Autodromo Enzo e Dino Ferrari | Imola                         | Italie                   | PCC                          |                           |
| 13-14 juin            | FIA WEC 24 Heures du Mans | Circuit des 24 Heures         | Le Mans                       | Pays de la Loire, France | PCC                          |                           |
| 21-22 juin            | FIA WTCC Race of Belgium  | Circuit de Spa-Francorchamps  | Francorchamps                 | Belgique                 | FFSA GT                      |                           |
| 27-28 septembre       | Spa Italia                | Circuit de Spa-Francorchamps  | Francorchamps                 | Belgique                 | 2L STT                       |                           |
| 18-19 octobre         | WSR Jerez                 | Circuit permanent de Jerez    | Jerez de la Frontera          | Espagne                  | F4                           |                           |

## Peugeot RCZ Racing Cup
| Pos | No. | Pilote       | Equipe       | Points |
| --- | --- | ------------ | ------------ | ------ |
| 1   |     | Pays inconnu | Pays inconnu |        |

## Mitjet 2L
| Pos | No. | Pilote       | Equipe       | Points |
| --- | --- | ------------ | ------------ | ------ |
| 1   |     | Pays inconnu | Pays inconnu |        |

## Supertourisme byMitjet
| Pos | No. | Pilote       | Equipe       | Points |
| --- | --- | ------------ | ------------ | ------ |
| 1   |     | Pays inconnu | Pays inconnu |        |